# Зміячка сиза
Podospermum canum (зміячка сиза, скорзонера сиза як Scorzonera cana) — вид рослин з родини айстрових (Asteraceae), поширений у Європі та Західній Азії.

## Опис

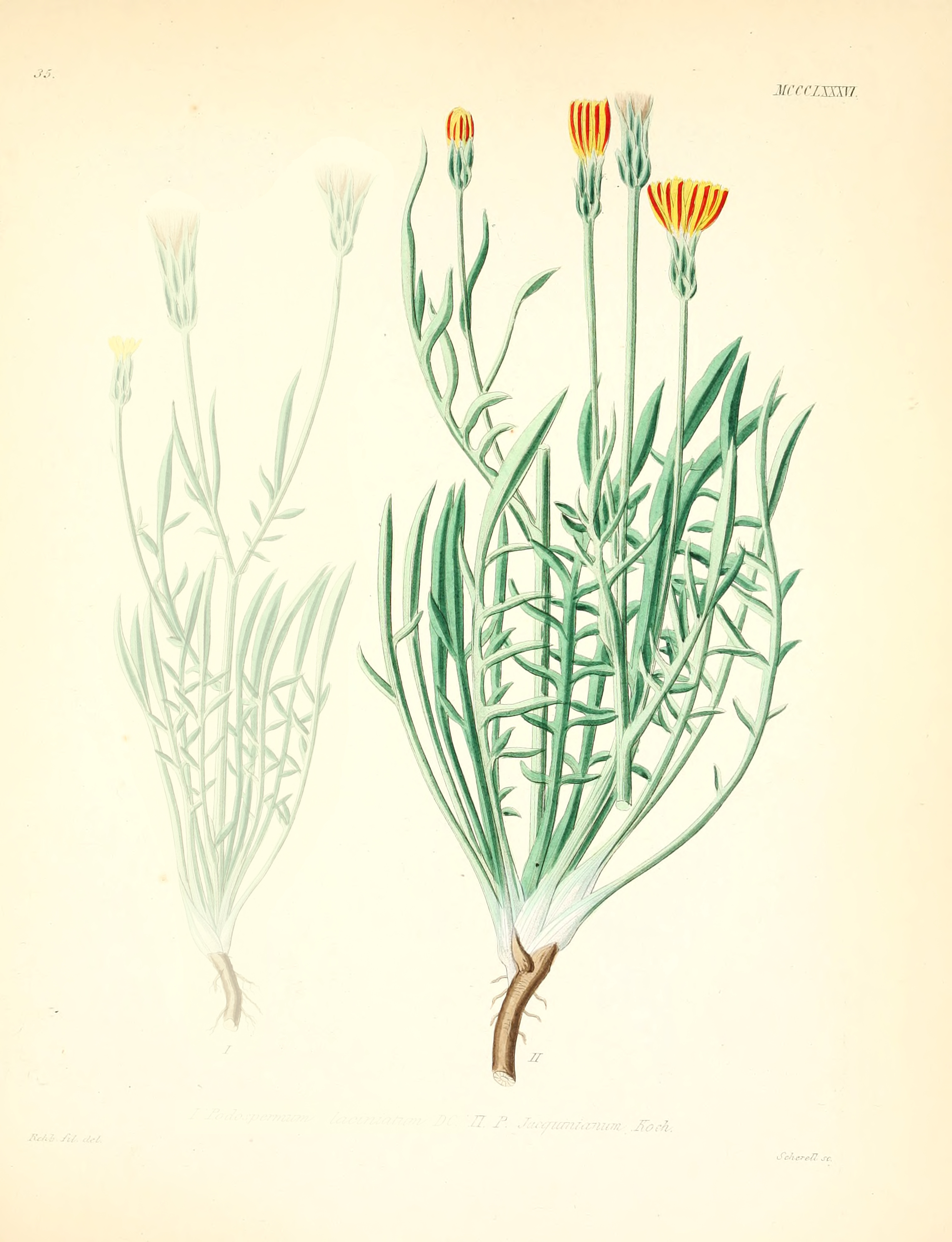
ілюстрація

Багаторічна рослина 10–20 см. Сім'янки в нижній частині скошені й розширені, з виступаючими реберцями; крайові сім'янки ширші, внутрішні — більш вузькі, тонкі, циліндричні; чубчик брудно-білий, щетинки його пухко-довго-перисті. Трава майже гола, 10–50 см заввишки. Кореневище коротко циліндричне, майже без коріння. Стебел зазвичай 2–5. Листки перисторозсічені, голі, зелені або сіро-зелені. Розеткові листки численні черешкові. Стеблові листки сидячі, схожі на розеткові але з ще більш вузькими сегментами. Язикоподібні квітки світло-жовтий, а на звороті червонуваті. Сім'янки довжиною 8–11 мм, голі; чубчик зазвичай довший, ніж сім'янка.

## Поширення
Поширений у Європі та Західній Азії.
В Україні вид зростає на сухих щебенистих і піщаних схилах — у Криму (переважає у східній частині).